# SMASH (EARTHSHAKERのアルバム)
『SMASH』（スマッシュ）は、EARTHSHAKERの7枚目のオリジナル・アルバム。

## 概要
レコーディング・エンジニアとして、「ジャーニー」や「ヨーロッパ」のアルバムを手掛けてきたことで知られるケビン・エルソンが参加し、アメリカ合衆国・カリフォルニア州のバークレーのスタジオでトラックダウンを行った。
2013年にタワーレコード限定で再発売した。

## 収録曲
（全作詞：西田昌史）
1. ONE NIGHT
  - 作曲：石原慎一郎
2. PIERROT
  - 作曲：西田昌史
3. DANGER
  - 作曲：西田昌史
4. WHY TRUE LOVE
  - 作曲：石原慎一郎
5. CHEAP TROUBLE
  - 作曲：西田昌史
6. この愚かな罪に
  - 作曲：石原慎一郎
7. 奇跡を待ちくたびれ
  - 作曲：永川敏郎
8. SECRET SIGNAL
  - 作曲：石原慎一郎
9. OUT OF BREATH
  - 作曲：西田昌史
10. DON'T LOOK BACK
  - 作曲：石原慎一郎